# Sergio H. Iacobelli Gabrielli
Sergio Hernán Iacobelli Gabrielli (n. Jacobelli Gabrielli) (2 de octubre de 1938 - ) es un médico, profesor y científico chileno experto en reumatología.
Es profesor emérito de la Facultad de Medicina de la Pontificia Universidad Católica de Chile y considerado uno de los referentes más importantes en Chile y Latinoamérica en el área de reumatología. Precursor de los estudios de reumatología e inmunología en Chile, el Dr. Iacobelli es miembro de número de la Academia Chilena de Medicina.

## Trayectoria
El Dr. Iacobelli se tituló como médico cirujano en la Universidad de Chile en 1964. Luego se formó en la Pontificia Universidad Católica como médico internista. En 1970 partió como becado a la Universidad de Chicago, donde realizó su formación como reumatólogo junto al Dr. Daniel John McCarthy. Al regresar, se hizo cargo de la enseñanza de esta especialidad en la Escuela de Medicina UC, creando posteriormente el Departamento de Inmunología Clínica y Reumatología. El Dr. Iacobelli junto al Dr. Santiago Rivero conformó un pequeño laboratorio de la especialidad con el nombre de Inmunología Clínica y Reumatología para el estudio clínico e histopatológico de las enfermedades del tejido conectivo. De ahí salieron varias publicaciones sobre aspectos clínicos y patológicos del Lupus Eritematoso y la Nefropatía Lúpica, sin olvidar aspectos clínicos y metabólicos de las artritis por cristales. A dicho laboratorio se incorporó la Dra. Loreto Massardo en 1981. Posteriormente, el cuerpo académico y científico aumento permitiendo la formación del Departamento de Inmunología Clínica y Reumatología que hoy es un centro de referencia en la formación de reumatólogos en América Latina.
Durante más de cincuenta años se desempeñó pro bono en el hospital Dr. Sótero del Río, en la comuna de Puente Alto.

## Reconocimientos
•	Trayectoria Académica otorgado por la Facultad de Medicina UC.
•	Miembro honorario de la Sociedad Chilena de Reumatología.
•	Maestro de Reumatología por la Liga Panamericana de Reumatología.
•	Master de la American College of Rheumatology transformándose en el único chileno y el cuarto latinoamericano en recibir esta distinción.
•	Profesor Emérito de la Facultad de Medicina UC.
•	Miembro de número Academia Chilena de Medicina
•	Maestro de Medicina Interna de Chile 2022
•	Reconocido como uno de los "100 Nuevos Líderes Mayores" por el diario El Mercurio el 2023.